# Moon Music
Moon Music (с подзаголовком Music of the Spheres Vol. II) — десятый студийный альбом британской рок-группы Coldplay. Выпуск пластинки состоялся 4 октября 2024 года на лейблах Parlophone (Великобритания) и Atlantic Records (США). Альбом является вторым релизом в серии пластинок Music of the Spheres после Vol. I (2021).

## Предыстория
17 июня 2024 года Coldplay объявили в социальных сетях, что их новый альбом выйдет 4 октября. Ведущий сингл будущей пластинки, «Feels Like I’m Falling in Love» (стилизовано как «feelslikeimfallinginlove»), вышел 21 июня. Второй сингл с альбома, «WE PRAY» при участии Little Simz, Burna Boy, Elyanna и TINI, вышел 23 августа. 

## Продвижение
Клип на песню «Feels Like I’m Falling in Love» был снят в афинском Одеоне Герода Аттика. По сообщениям местных СМИ, бюджет съёмок клипа составил 3 миллиона евро, благодаря чему он может считаться одним из самых дорогих музыкальных видео всех времён.
По словам участников квартета, все физические издания альбома будут выпущены на т. н. эко-CD (состоящие на 90 % из перерабатываемых материалов), чтобы сократить урон окружающей среде. Помимо стандартного издания будет выпущена специальная ограниченная версия с 28 страницами заметок, текстов песен и иллюстраций.
По заявлениям менеджера группы Фила Харви, Группа планирует выпустить ещё два альбома после Moon Music, даже несмотря на то что планы закончить запись до конца 2025 года немного сдвинулись. 

## Список композиций
Соавторы песен члены группы Coldplay, Гай Берримен, Джонни Баклэнд, Уилл Чемпион, Крис Мартин, а также указанные ниже другие соавторы.
| №                   | Название                   | Автор(ы)                                                                | Длительность |
| ------------------- | -------------------------- | ----------------------------------------------------------------------- | ------------ |
| 1.                  | «MOON MUSiC»               |                                                                         | 4:36         |
| 2.                  | «feelslikeimfallinginlove» | Coldplay Max Martin Oscar Holter Bill Rahko Daniel Green Michael Ilbert | 3:57         |
| 3.                  | «WE PRAY»                  |                                                                         | 3:53         |
| 4.                  | «JUPiTER»                  |                                                                         | 3:55         |
| 5.                  | «GOOD FEELiNGS»            |                                                                         | 3:42         |
| 6.                  | «🌈»                       |                                                                         | 6:09         |
| 7.                  | «iAAM»                     |                                                                         | 3:03         |
| 8.                  | «AETERNA»                  |                                                                         | 4:13         |
| 9.                  | «ALL MY LOVE»              |                                                                         | 3:42         |
| 10.                 | «ONE WORLD»                |                                                                         | 6:47         |
| Общая длительность: | Общая длительность:        | Общая длительность:                                                     | 43:57        |

## История релиза
| Страна          | Дата           | Формат                                    | Издание  | Лейбл                            | Ссылка |
| --------------- | -------------- | ----------------------------------------- | -------- | -------------------------------- | ------ |
| Междунар. релиз | 4 октября 2024 | Digital download streaming cassette CD LP | Standard | Parlophone Atlantic Warner Music | [ 2 ]  |
| Междунар. релиз | 4 октября 2024 | Digital download streaming cassette CD LP | Notebook | Parlophone Atlantic Warner Music | [ 2 ]  |